# Медаль «Шапагат»
Медаль «Шапагат» (каз. Шапағат — Милосердя) — державна нагорода Республіки Казахстан, заснована на підставі Закону Республіки Казахстан «Про державні нагороди Республіки Казахстан» від 12 грудня 1995 року за № 2676.

## Положення про медаль
Медаллю нагороджуються громадяни за активну та плідну благодійну діяльність та милосердя.
Медаль виготовлена на Казахстанському монетному дворі в Усть-Каменогорську.